# Agonges
Agonges ist eine französische Gemeinde mit 304 Einwohnern (Stand 1. Januar 2022) im Département Allier in der Region Auvergne-Rhône-Alpes. Sie gehört zum Arrondissement Moulins und zum Gemeindeverband Bocage Bourbonnais.

## Geographie
Die Gemeinde Agonges liegt in der fruchtbaren und waldreichen Landschaft des Bourbonnais in einer Höhe von etwa 235 m. Die Stadt Moulins befindet sich etwa 18 Kilometer südöstlich; die im südlichen Burgund gelegene Stadt Nevers liegt etwa 55 Kilometer nördlich. Zur Gemeinde gehören mehrere Weiler (hameaux) und Einzelhöfe. Nachbargemeinden von Agonges sind Aubigny im Norden, Bagneux im Nordosten, Montilly im Osten, Marigny im Südosten, Saint-Menoux im Süden, Bourbon-l’Archambault im Südwesten, Franchesse im Westen sowie Couzon im Nordwesten.

## Geschichte
Ort und Kirche werden erstmals im Jahr 1138 unter dem Namen Sanctae Mariae de Agongis urkundlich erwähnt. Ort und Pfarrei gehörten bis zur Französischen Revolution über die nur etwa drei Kilometer südlich gelegene Abtei Saint-Menoux zum Einflussbereich des Bistums Bourges.
Im Jahr 1807 wurde die bis dahin selbständige Gemeinde Le Breuil an die Gemeinde Agonges angeschlossen.

### Bevölkerungsentwicklung
Im 19. Jahrhundert stieg die Zahl der Einwohner von etwa 700 auf knapp 900 an; aufgrund der Reblauskrise im Weinbau und der Mechanisierung der Landwirtschaft sank die Einwohnerzahl der Gemeinde danach kontinuierlich bis auf die Tiefststände der letzten Jahrzehnte ab.
| Jahr                       | 1962 | 1968 | 1975 | 1982 | 1990 | 1999 | 2006 | 2012 | 2022 |
| Einwohner                  | 474  | 437  | 385  | 327  | 300  | 357  | 371  | 355  | 304  |
| Quellen: Cassini und INSEE |      |      |      |      |      |      |      |      |      |

## Wirtschaft
Jahrhundertelang lebten die Einwohner von Agonges als Selbstversorger von der Landwirtschaft, zu der auch der Weinbau gehörte; hinzu kamen regionaler Kleinhandel und Handwerk. Während der Reblauskrise gegen Ende des 19. Jahrhunderts kam der Weinbau völlig zum Erliegen, doch werden mittlerweile wieder Rot-, Rosé- und Weißweine produziert, die über die Appellation Val de Loire vermarktet werden. Einige der leerstehenden Häuser des Ortes wurden zu Ferienwohnungen (gîtes) umgebaut.

## Sehenswürdigkeiten
- Die ehemalige Prioratskirche und heutige Pfarrkirche Notre-Dame ist ein einschiffiger Bau der Hochromanik mit Querschiff, drei Apsiden, viergeschossigem Südturm, bescheidenem Westportal und einem deutlich aufwendiger gestalteten, geringfügig aus der Wandflucht hervortretenden Archivoltenportal auf der Südseite mit gotischen Anklängen (Spitzbogen, Kelchkapitelle). Die farblich zwischen Rot-, Gelb- und Grautönen variierenden Steine stammen aus der Umgebung; es gibt sowohl Bruchsteinmauerwerk als auch exakt gefügte Partien. Am Turm ist ein Fries zu sehen, in dessen Feldern laufende Hunde gezeigt werden – wahrscheinlich also eine Hetzjagd. Die vier Joche des Kirchenschiffs und die Vierung sind rippengewölbt und im Scheitel leicht angespitzt. Der Kirchenbau wurde bereits im Jahr 1925 als Monument historique anerkannt.[1]
- Die Domaine de l’Épine (46° 38′ 45,7″ N, 3° 9′ 27,5″ O) ist ein ländlicher, teilweise von einem Wassergraben (douve) und einer hohen Mauer umgebener Gutshof mit nahezu quadratischem Grundriss und Eckrundtürmen aus dem 15. Jahrhundert. An die äußere Mauer sind zur Hofseite hin die Wohngebäude (corps de logis) sowie die ehemaligen Stallungen, Scheunen und sonstigen Wirtschaftsgebäude angebaut. Der Baukomplex befindet sich in Privatbesitz und wurde im Jahr 1992 als Monument historique anerkannt.[2]
- Das Château de l’Augère (46° 37′ 19,2″ N, 3° 9′ 51,6″ O) hat mittelalterliche Ursprünge, wurde jedoch im 19. und frühen 20. Jahrhundert im historisierenden Stil ergänzt. Hübsch ist das Ensemble dreier Treppentürme am Südostflügel. Der ebenfalls in Privatbesitz befindliche Bau wurde im Jahr 2000 als Monument historique anerkannt.[3]
- Auch das Château de Beaumont (46° 37′ 19″ N, 3° 7′ 37″ O)[4], das Château des Échardons (46° 36′ 19″ N, 3° 9′ 22″ O)[5], das Château de La Pommeraye (46° 37′ 13″ N, 3° 6′ 25″ O)[6] und das Château des Sacrots (46° 36′ 20″ N, 3° 9′ 54″ O)[7] stehen auf dem Gemeindegebiet und sind allesamt in die Liste der Monuments Historiques eingetragen.

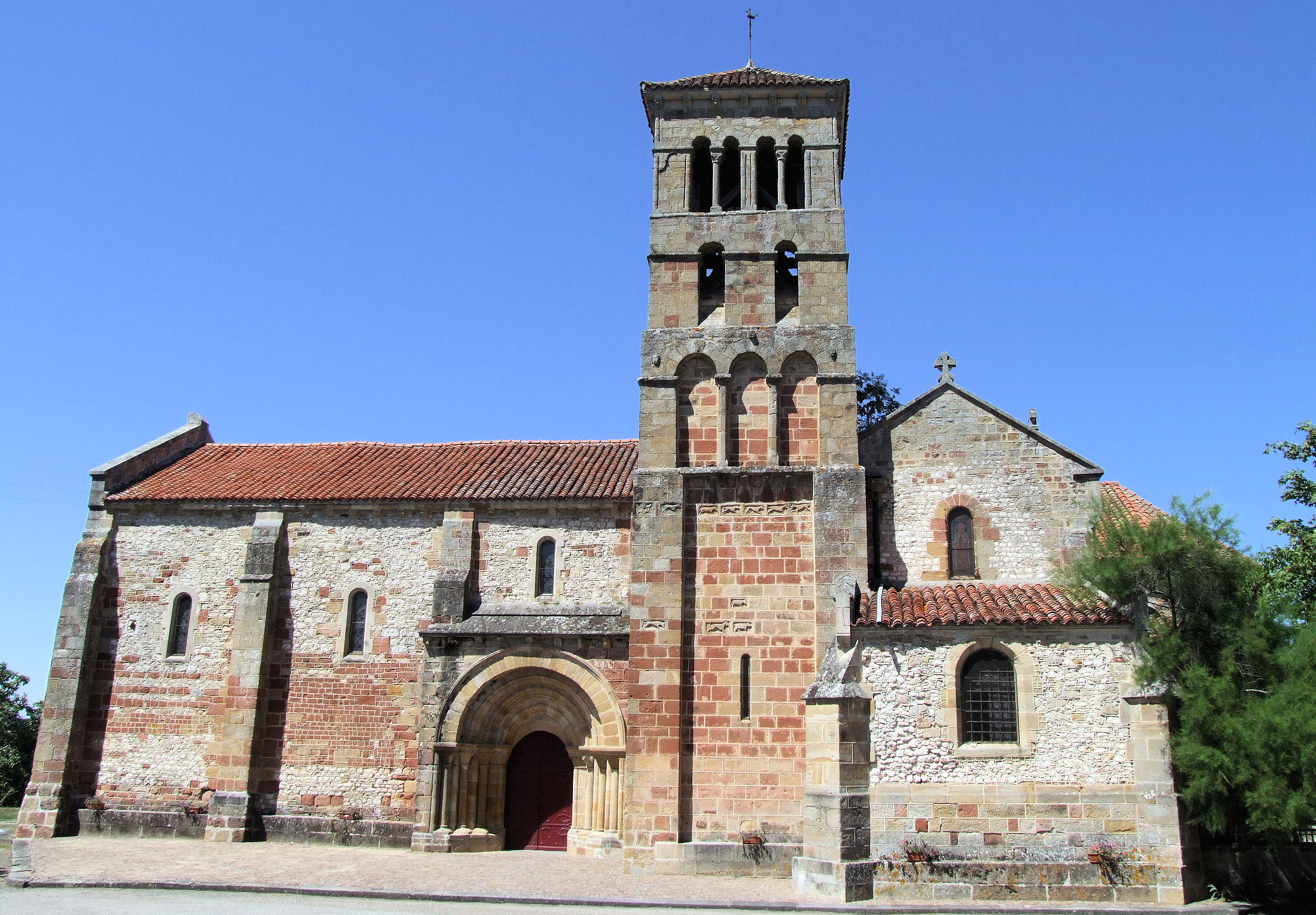
Kirche Notre-Dame
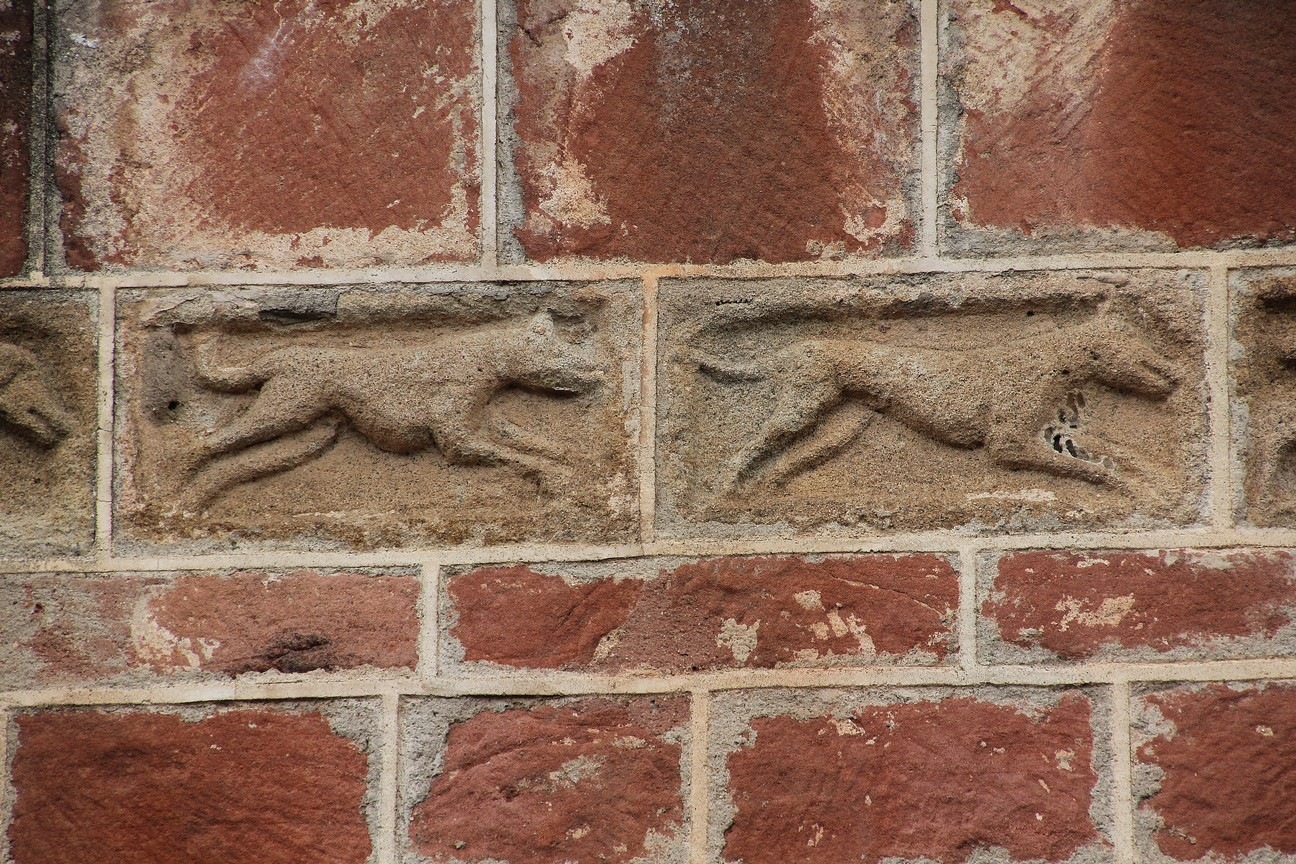
Jagdfries am Kirchturm
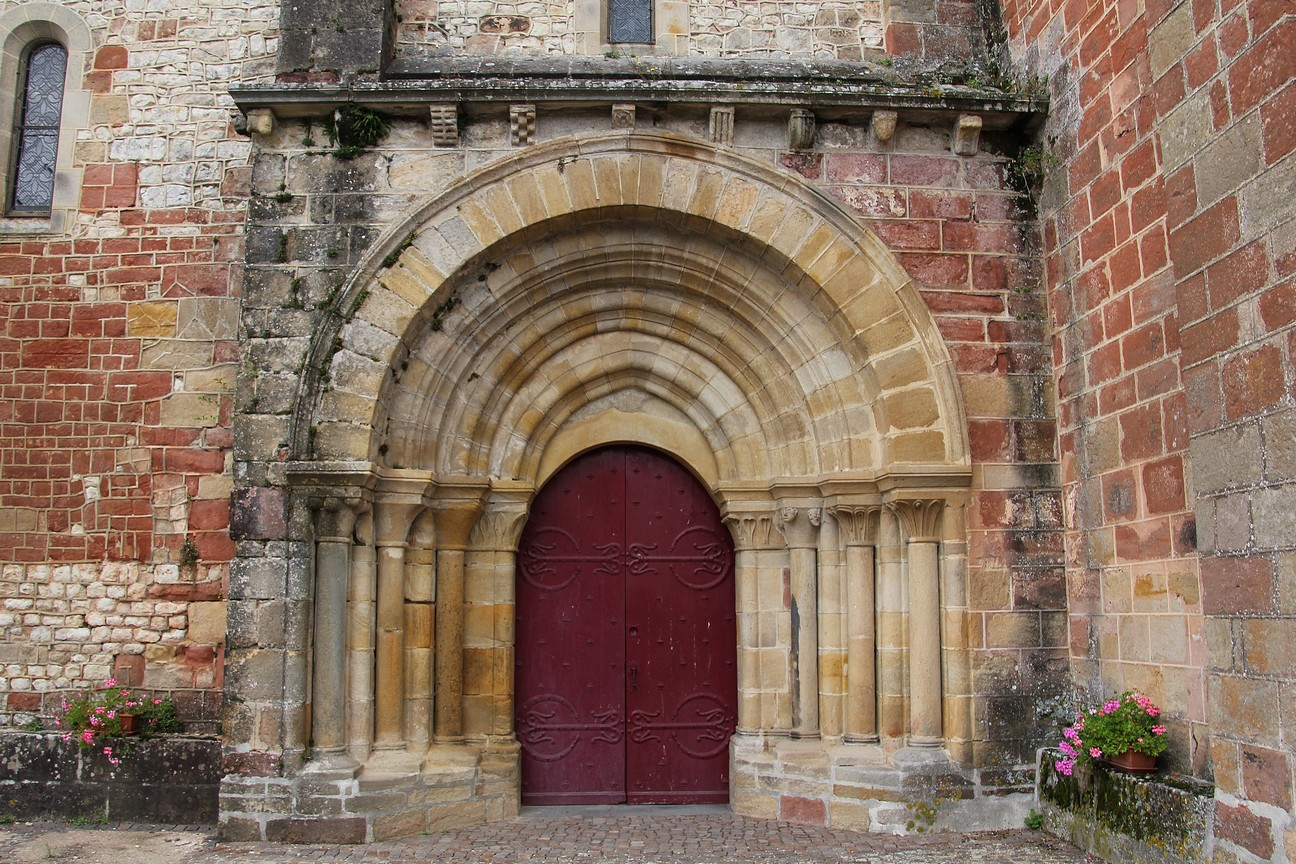
Südportal der Kirche
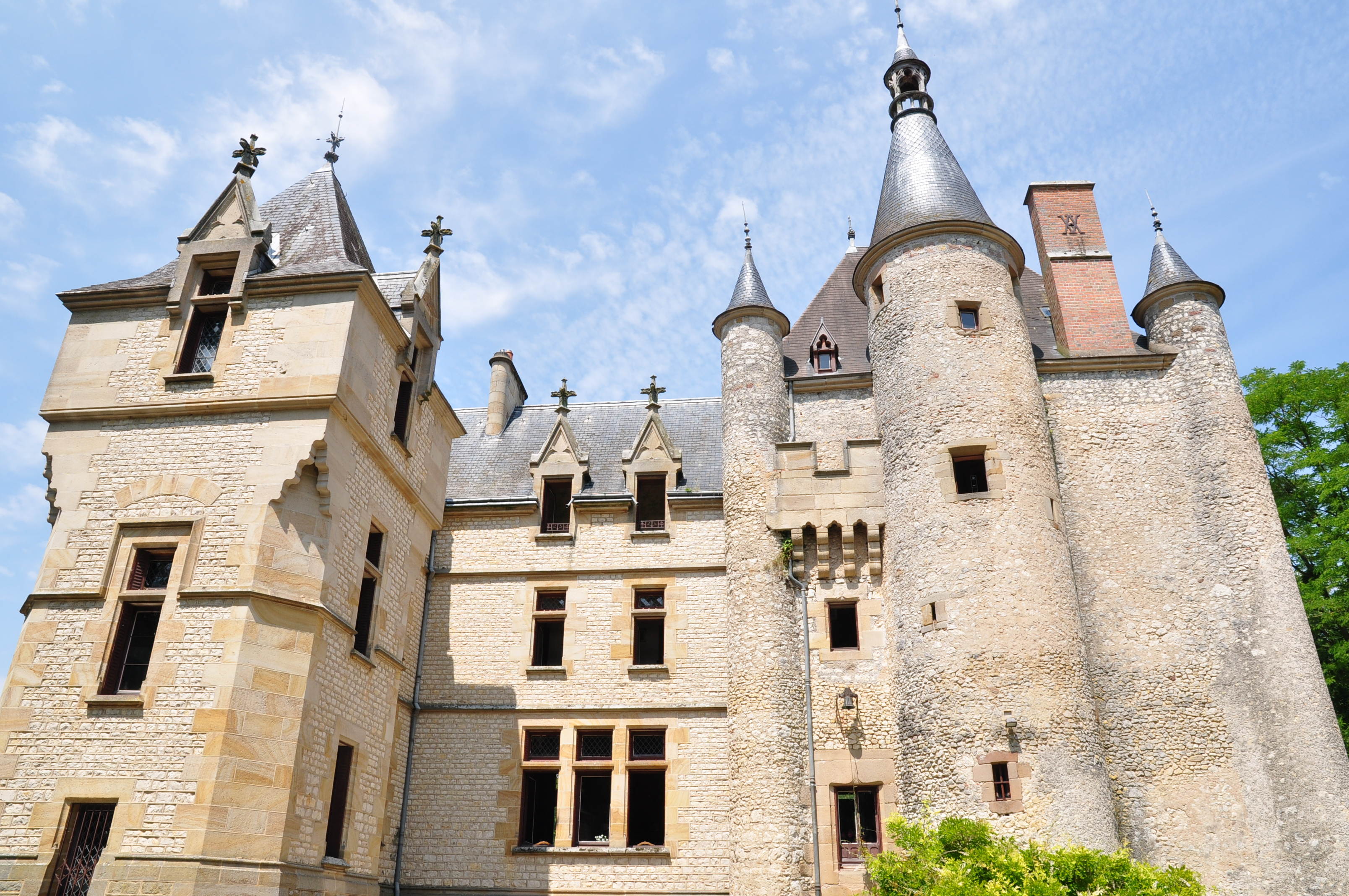
Château de l'Augère

## Belege
1. ↑  Église Notre-Dame, Agonges in der Base Mérimée des französischen Kulturministeriums (französisch)
2. ↑  Domaine de l’Épine, Agonges in der Base Mérimée des französischen Kulturministeriums (französisch)
3. ↑  Château de l’Augère, Agonges in der Base Mérimée des französischen Kulturministeriums (französisch)
4. ↑  Château de Beaumont, Agonges in der Base Mérimée des französischen Kulturministeriums (französisch)
5. ↑  Château des Échardons, Agonges in der Base Mérimée des französischen Kulturministeriums (französisch)
6. ↑  Château de La Pommeraye, Agonges in der Base Mérimée des französischen Kulturministeriums (französisch)
7. ↑  Château des Sacrots, Agonges in der Base Mérimée des französischen Kulturministeriums (französisch)